# Nuoto in acque libere ai campionati mondiali di nuoto 2013 - 10 km maschili
La gara dei 10 km in acque libere maschile si è svolta la mattina del 22 luglio 2013 al Moll de la Fusta, nel porto di Barcellona, in Spagna. Hanno partecipato alla competizione 66 nuotatori, provenienti da 38 nazioni.

## Medaglie
| Posizione | Atlete              | Paese    |
| --------- | ------------------- | -------- |
| Oro       | Spyridōn Gianniōtīs | Grecia   |
| Argento   | Thomas Lurz         | Germania |
| Bronzo    | Oussama Mellouli    | Tunisia  |

## Risultati
| Pos. | Atleta                 | Nazionalità   | Tempo        |
| ---- | ---------------------- | ------------- | ------------ |
|      | Spyridōn Gianniōtīs    | Grecia        | 1h49'11"8    |
|      | Thomas Lurz            | Germania      | 1h49'14"5    |
|      | Oussama Mellouli       | Tunisia       | 1h49'19"2    |
| 4    | Damien Cattin-Vidal    | Francia       | 1h49'19"8    |
| 5    | Richard Weinberger     | Canada        | 1h49'19"9    |
| 6    | Ferry Weertman         | Paesi Bassi   | 1h49'20"3    |
| 7    | Allan do Carmo         | Brasile       | 1h49'26"2    |
| 8    | Chad Ho                | Sudafrica     | 1h49'26"3    |
| 9    | Christian Reichert     | Germania      | 1h49'26"8    |
| 10   | Guillermo Bertola      | Argentina     | 1h49'28"4    |
| 11   | Brian Ryckeman         | Belgio        | 1h49'29"3    |
| 12   | Simon Huitenga         | Australia     | 1h49'29"7    |
| 13   | Rhys Mainstone-Hodson  | Australia     | 1h49'30"4    |
| 14   | Valerio Cleri          | Italia        | 1h49'30"5    |
| 15   | Jack Burnell           | Gran Bretagna | 1h49'30"6    |
| 16   | Christopher Bryan      | Irlanda       | 1h49'33"4    |
| 17   | Sergej Bol'šakov       | Russia        | 1h49'34"5    |
| 18   | Gergely Gyurta         | Ungheria      | 1h49'34"6    |
| 19   | Ihor Červynskyj        | Ucraina       | 1h49'40"6    |
| 20   | Kane Radford           | Nuova Zelanda | 1h49'43"0    |
| 21   | Yasunari Hirai         | Giappone      | 1h49'52"8    |
| 22   | Jan Pošmourný          | Rep. Ceca     | 1h49'54"4    |
| 23   | Eric Hedlin            | Canada        | 1h49'54"5    |
| 24   | Johndry Segovia        | Venezuela     | 1h49'59"7    |
| 25   | Ventsislav Aydarski    | Bulgaria      | 1h50'00"2    |
| 26   | Yuto Kobayashi         | Giappone      | 1h50'17"4    |
| 27   | Miguel Rozas           | Spagna        | 1h50'18"0    |
| 28   | Martin Carrizo         | Argentina     | 1h50'18"4    |
| 29   | Ihor Snitko            | Ucraina       | 1h50'18"9    |
| 30   | Santiago Enderica      | Ecuador       | 1h50'20"2    |
| 31   | Ivan Enderica          | Ecuador       | 1h50'20"6    |
| 32   | Antonios Fokaidis      | Grecia        | 1h50'20"7    |
| 33   | Vasco Gaspar           | Portogallo    | 1h50'20"7    |
| 34   | Kirill Abrosimov       | Russia        | 1h50'22"5    |
| 35   | Iván López             | Messico       | 1h50'22"8    |
| 36   | Yuval Safra            | Israele       | 1h50'23"5    |
| 37   | Thomas Snelson         | Spagna        | 1h50'25"1    |
| 38   | Daniel Fogg            | Gran Bretagna | 1h50'29"0    |
| 39   | Arseniy Lavrentyev     | Portogallo    | 1h50'31"7    |
| 40   | Axel Reymond           | Francia       | 1h50'33"0    |
| 41   | Zibin Zhang            | Cina          | 1h50'55"4    |
| 42   | Alex Meyer             | Stati Uniti   | 1h51'01"8    |
| 43   | Mario Sanzullo         | Italia        | 1h51'07"7    |
| 44   | Luis Bolanos           | Venezuela     | 1h51'09"6    |
| 45   | Phillip Ryan           | Nuova Zelanda | 1h51'11"3    |
| 46   | Shahar Resman          | Israele       | 1h51'13"6    |
| 47   | Jan Kutnik             | Rep. Ceca     | 1h51'15"1    |
| 48   | Miguel Hernandez       | Messico       | 1h51'17"6    |
| 49   | Vitaliy Khudyakov      | Kazakistan    | 1h51'42"8    |
| 50   | Sean Ryan              | Stati Uniti   | 1h51'43"7    |
| 51   | Troyden Prinsloo       | Sudafrica     | 1h51'48"0    |
| 52   | Diogo Villarinho       | Brasile       | 1h53'20"3    |
| 53   | Zagrani Mohamed Amine  | Tunisia       | 2'03'03"3    |
| 54   | Youssef Hossameldeen   | Egitto        | 2'03'05"3    |
| 55   | Francisco Montero      | Costa Rica    | 2'03'27"6    |
| 56   | Vladimir Tolikin       | Kazakistan    | 2'04'47"6    |
| 57   | Vicente Vidal          | Cile          | 2'05'14"7    |
| 58   | Rodolfo Sánchez        | Costa Rica    | 2'06'50"7    |
| 59   | Poon Ching Leung Sunny | Hong Kong     | 2'06'55"8    |
| 60   | Manuel Meneses         | Guatemala     | 2'09'15"8    |
| 61   | Li Chun Hong           | Hong Kong     | 2'09'17"5    |
| 62   | Abdul Hady             | Indonesia     | 2'10'46"2    |
|      | Mandar Anandrao Divase | India         | ritirato     |
|      | Adel Ragab             | Egitto        | ritirato     |
|      | Zu Lijun               | Cina          | squalificato |
|      | Saleh Mohammad         | Siria         | non partito  |